# Tomás Preljubović
Tomás Preljubović (em sérvio: Тома Прељубовић; romaniz.: Toma Preljubović; "Tomás, filho de Prealimpo"; em grego: Θωμάς Κομνηνός Παλαιολόγος; romaniz.: Thōmas Komnēnos Palaiologos), chamado também de Tomás Comneno Prealimpo, foi um governante do Epiro em Joanina de 1366 até sua morte em 23 de dezembro de 1384. Em vida, recebeu o epíteto de "matador de albaneses" (Ἀλβανιτοκτόνος).

## Família
Tomás era o segundo filho do "césar" Gregório Prealimpo, o governador sérvio da Tessália que morreu no final de 1355 ou início de 1356. Sua mãe, Irene, era filha de Estêvão Uresis IV com Helena da Bulgária.

## Vida
Depois da morte violenta de seu pai, a reivindicação de Tomás à Tessália foi assegurada por Irene, mas ambos acabaram forçados a fugir para a Sérvia pelo avanço de Nicéforo II Orsini, um antigo déspota do Epiro, em 1356. Lá, Irene casou-se com Radolsau Hlapen, o governante de Edessa (Vodena), que adotou Tomás.
Durante uma ausência do novo governante da Tessália, Simeão Uresis Paleólogo, que estava em Epiro entre 1359 e 1360, Hlapen invadiu a região numa tentativa de conquistá-la para o enteado. Embora Simeão tenha conseguido repelir o ataque, se viu forçado a ceder Castória a Tomás e a casar sua filha Maria com ele. Nos anos seguintes, Simeão reconheceu que não conseguiria assumir um controle efetivo sobre a maior parte do Epiro e delegou o poder em Arta e Angelocastro a dois líderes tribais albaneses. Em 1366, os cidadãos de Joanina, a última grande fortaleza sob controle de Simeão na região enviaram-lhe uma petição para que ele nomeasse um governador local que pudesse protegê-los dos ataques dos albaneses, que dominavam completamente a zona rural.
Simeão respondeu nomeando Tomás como seu governador, já direcionando as embaixadas joanina e vagenécia (Tesprócia) para ele. Tomás chegou em Joanina em algum momento entre 1366 e 1367 e seu reinado no Epiro foi descrito em grandes detalhes na chamada "Crônica de Joanina", que é bastante preconceituosa e hostil contra Tomás. Nela, o novo governante aparece como um tirano cruel e caprichoso, que teria tomado as propriedades da igreja de Joanina e as presenteado aos seus cortesãos sérvios. Em 1382, um novo arcebispo nomeado para a diocese local, Mateus, foi enviado de Constantinopla e investiu Tomás com título de déspota em nome do imperador bizantino João V Paleólogo. Seja como for, depois Tomás discutiu com Mateus e o exilou de Joanina.
Tomás também foi acusado de perseguir a nobreza local, o que teria inspirado uma série de revoltas contra seu governo. Além das apropriações, Tomás criou novos impostos e monopólios sobre vários produtos, incluindo peixes e frutas. Para fazer valer suas ordens, Tomás utilizava seu exército, que também se manteve em constante estado de guerra contra os clãs albaneses e com os governantes de Arta e Angelocastro.
Logo depois de tomar posse de Joanina, Tomás foi cercado, sem sucesso, pelo déspota albanês Pedro Losha de Arta, um conflito que terminou com o casamento da filha de Tomás, Irene, com o filho de Pedro, João. Quando os Loshas perderam Arta para João Bua Espata de Angelocastro, a guerra reiniciou e terminou com um casamento planejado entre João e a meia-irmã de Tomás, Helena. O arranjo não durou muito e, em 1377, Tomás derrotou um ataque albanês a Joanina. Outro ataque, que quase conseguiu tomar a cidade, foi repelido em 1379. Continuamente sob pressão, Tomás buscou a ajuda de seus vizinhos angevinos e, depois, otomanos. Estes últimos se aproveitaram rapidamente da situação e despacharam uma força auxiliar em 1381, que Tomás logo colocou em uso para conquistar muitas fortalezas de seus inimigos até 1384. Seus impiedosos sucessos lhe valeram finalmente o epíteto de "matador de albaneses" (em grego: Αλβανοκτόνος; romaniz.: Albanoktonos; "matador de albaneses").
Porém, Tomás acabou se indispondo com sua esposa, Maria, que participou de um complô em seguida contra o marido. Em 23 de dezembro de 1384, Tomás foi assassinado pela sua guarda e a população de Joanina alegremente jurou fidelidade a Maria, que convidou seu irmão, João Uresis Ducas Paleólogo para vir ajudá-la.

## Família
Com uma amante de nome desconhecido, Tomás teve pelo menos uma filha:
- Irene, que se casou com João Losa de Arta e morreu em 1374/5.

Com sua esposa, Maria Angelina Ducena Paleóloga, Tomás possivelmente teve um filho:
- Prealimpo (Prealoupes), que deve ter morrido cedo.